# 도 뒤 스타드
도 뒤 스타드(Dieux du Stade)는 해석하면 "경기장의 신"이라는 뜻으로, 2001년부터 매년 프랑스의 럭비팀 스타드 프랑수아의 선수들이 모델이 되어 발행되는 누드 달력이자 DVD이다. 원래는 자선을 하기 위해 시작했으나, 스타드 프랑수아의 홍보 효과가 되기도 하였다.